# Sendeabwicklung
Die Sendeabwicklung (kurz SAW) ist der Teil eines Fernseh- oder Hörfunksenders, der bevorratete Beiträge nach einem bestimmten Sendeplan von verschiedenen Maschinen abfährt bzw. Live-Quellen auf Sendung schaltet. 
Die Abfolge der Beiträge und die Zuordnung zu bestimmten Signalquellen gibt man in einen Rechner ein („Sendestraße“, oder „Sendeablauf“), der dann zum richtigen Zeitpunkt mittels einer Kreuzschiene Quellen on Air schaltet (Bänder startet oder von einem Server Beiträge startet) und von einer Quelle auf die nächste blendet. 
In der Sendeabwicklung beim Fernsehen können in der Regel Logos und Schriften zugesetzt sowie Bild- und Tonparameter kontrolliert und verändert werden. Fernsehsendungen, sofern nicht live, liegen meist als MAZ-Bänder vor (Sendebänder). Volldigitale Sendeabwicklungen bevorraten Beiträge dagegen auf Sende-Servern.
Gelegentlich nennt man die Sendeabwicklung (SAW) auch Schaltraum oder Quellen- und Schaltraum, oder Haupt-Schaltraum.
Arbeitskräfte in der Sendeabwicklung nennt man Sendetechniker.